# Солрад
Солрад (англ. Solrad, Solar Radiation — укр. Сонячне випромінювання), інша назва макет підсупутника GRAB (англ. GRAB dummy subsatellite) — американський макет супутника електронної розвідки, запущений за програмою GRAB. Перший запуск ракети-носія Тор-Ейблстар, другий ступінь якої міг повторно увімкнути двигун в умовах космічного польоту для виведення за один запуск кількох апаратів на різні орбіти.
13 квітня 1960 року о 12:02:36 UTC з космодрому на мисі Канаверал ракетою-носієм Тор-Ейблстар було запущено апарат Транзит-1Бі і макет Солрад.